# Ciudad metropolitana de Palermo
La ciudad metropolitana de Palermo (en italiano, città metropolitana di Palermo) es un ente local italiano perteneciente a Sicilia, en el sur del país. Su capital es la ciudad de Palermo. Esta ciudad metropolitana fue establecida por la Ley regional n. 15 de 4 de agosto de 2015 en sustitución de la provincia de Palermo.

## Geografía
Fachada norte en el mar Tirreno, limita al oeste con la provincia de Trapani, en el sur con las provincias de Agrigento y Caltanissetta, al este con la ciudad metropolitana de Mesina y la provincia de Enna. Es parte de la ciudad metropolitana también la isla de Ustica.

## Municipios metropolitanos
Hay 82 municipios en la ciudad metropolitana:
| - Alia - Alimena - Aliminusa - Altavilla Milicia - Altofonte - Bagheria - Balestrate - Baucina - Belmonte Mezzagno - Bisacquino - Bolognetta - Bompietro - Borgetto - Caccamo - Caltavuturo - Campofelice di Fitalia | - Campofelice di Roccella - Campofiorito - Camporeale - Capaci - Castelbuono - Casteldaccia - Castellana Sicula - Castronovo di Sicilia - Carini - Cefalà Diana - Cefalù - Cerda - Chiusa Sclafani - Ciminna - Cinisi | - Collesano - Contessa Entellina - Corleone - Ficarazzi - Gangi - Geraci Siculo - Giardinello - Giuliana - Godrano - Gratteri - Isnello - Isola delle Femmine - Lascari - Lercara Friddi | - Marineo - Mezzojuso - Misilmeri - Montelepre - Montemaggiore Belsito - Monreale - Palazzo Adriano - Palermo - Partinico - Petralia Soprana - Petralia Sottana - Piana degli Albanesi - Polizzi Generosa - Pollina | - Prizzi - Roccamena - Roccapalumba - San Cipirello - San Giuseppe Jato - San Mauro Castelverde - Santa Cristina Gela - Santa Flavia - Sclafani Bagni - Sciara - Scillato - Termini Imerese - Terrasini | - Torretta - Trappeto - Ustica - Valledolmo - Ventimiglia di Sicilia - Vicari - Villabate - Villafrati |

## Arte y monumentos

### Patrimonio de la Humanidad de la UNESCO
Palermo arabo-normanna e le cattedrali di Cefalù e Monreale
- Palazzo Reale e Cappella Palatina
- La Zisa
- Cattedrale di Palermo
- Chiesa di San Giovanni degli Eremiti
- Chiesa della Martorana
- Chiesa di San Cataldo
- Ponte dell'Ammiraglio
- Duomo di Cefalù
- Duomo di Monreale